# Flight (luchtmacht)
Een flight (of vlucht) is de aanduiding voor een vliegende luchtmachteenheid ter grootte van 3 tot 6 vliegtuigen, inclusief de bijbehorende vliegers en het grondpersoneel. 3 flights vormen samen een squadron.
Het commando van een flight wordt gevoerd door de Vluchtcommandant, een functie die uitgevoerd wordt in de rang van Luchtmachtkapitein.
Als deze ontbreekt wordt het commando gevoerd door de oudste en meest ervaren vlieger in de rang van Eerste Luitenant.
Een flight is gewoonlijk verder nog onderverdeeld in 2 secties van 2 tot 3 vliegtuigen. De sectiecommandant is altijd de oudste in rang zijnde vlieger.